# ثنائي متصل

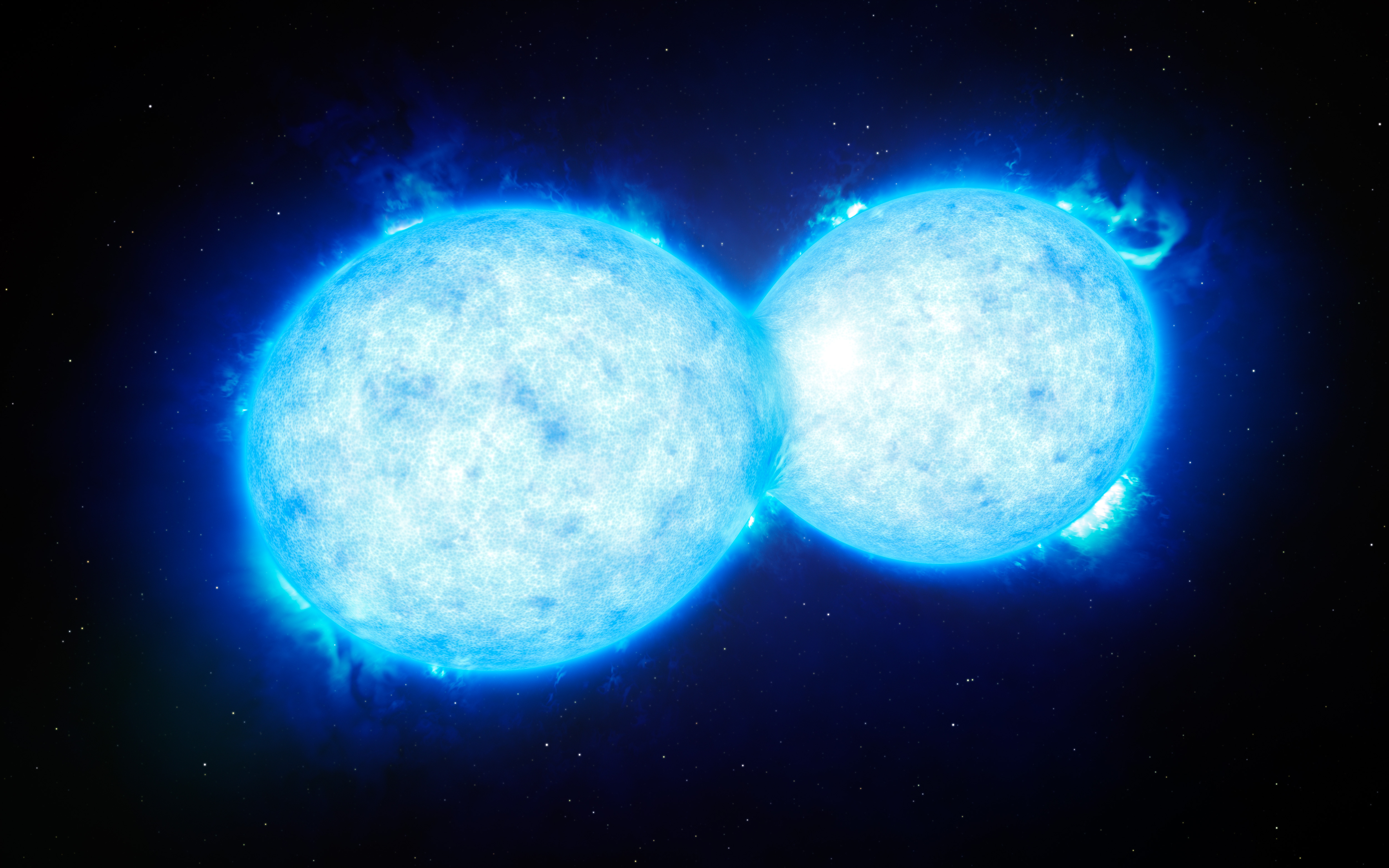

في علم الفلك يطلق مصطلح «ثنائي متصل» على النظام النجمي الثنائي حين يكون النجمين على مقربة شديدة للغاية من بعضهما البعض إلى درجة أن غلافهما الجوي وغازاتهما تتحد في غلاف واحد، وقد يطلق عليه أيضاً «ثنائي مفرط القرب».
يجب عدم الخلط بين الثنائي المتصل وبين «الغلاف المشترك»، لأن الأخير عبارة عن ثنائي متصل لكنه قد يدوم لبضعة أشهر أو سنين، ذلك بسبب أن الغلاف المشترك هو طور من الأطوار التي يمر بها النجم الثنائي، أما الثنائي المتصل فهو حالة مختلفة يكون فيها الثنائي على هذه الحالة من الاقتراب لملايين أو مليارات السنين.